# Jacob Grimm
Jacob Ludwig Karl Grimm (Hanau, 4 de janeiro de 1785 — Berlim, 20 de setembro de 1863) é um dos famosos Irmãos Grimm, conhecidos por compilarem contos, alguns dos mais famosos que conhecemos, como A Bela Adormecida, A Branca de Neve, Chapeuzinho Vermelho, Cinderela, João e Maria, O Pequeno Polegar, Rapunzel, entre outros.
Sua sepultura está localizada no Alter St.-Matthäus-Kirchhof Berlim.

## Vida e Livros
Jacob Grimm nasceu em Hanau, em Hesse-Kassel. Seu pai era um advogado, mas ele morreu enquanto Jacob ainda era uma criança, e sua mãe ficou com poucos recursos. A irmã de sua mãe era dona da câmara para a Landgravine de Hesse, e ela ajudou a sustentar e a educar sua numerosa família. Jacob foi enviado para a escola pública de Kassel, em 1798, com seu irmão Wilhelm (nascido em 24 de fevereiro de 1786).
Em 1802, ele passou para a Universidade de Marburg, onde estudou direito, uma profissão para a qual tinha sido destinado por seu pai. Seu irmão se juntou a ele em Marburg um ano depois, logo após ter acabado de se recuperar de uma doença longa e severa, e também começou a estudar direito.

### Reunião von Savigny
Até este momento, Jacob Grimm tinha sido acionado apenas por uma sede geral para o conhecimento, e suas energias não tinham encontrado qualquer objetivo para além da prática de se ter uma posição na vida. O primeiro impulso definitivo veio das palestras de Friedrich Karl von Savigny, o investigador célebre do direito romano, que primeiro lhe ensinou a perceber o que significava estudar qualquer ciência, como o próprio Wilhelm Grimm diz no prefácio da Deutsche Grammatik (Gramática alemã). Palestras de Savigny também despertaram nele um amor para a investigação histórica e antiquária, que formou a estrutura de toda a sua obra. Os dois homens se conheceram pessoalmente, e foi na biblioteca bem abastecida de Savigny que Grimm leu  pela primeira vez as paginas  da edição dos cantores de Minn alemães média alta e outros textos antigos de Bodmer, e sentiu um desejo voraz para penetrar ainda mais sobre as obscuridades e mistérios meio revelados de sua língua.
No início de 1805, ele recebeu um convite de Savigny, que se mudou para Paris, para ajudá-lo em sua obra literária. Grimm passou um tempo muito feliz em Paris, fortalecendo seu gosto pelas literaturas da Idade Média, devido a seus estudos nas bibliotecas de Paris. Para o fim do ano, ele voltou a Kassel, onde sua mãe e Wilhelm tinham se acomodado, tendo Wihelm terminado os seus estudos. No ano seguinte, ele obteve uma posição no escritório de guerra com um salário pequeno de 100 táleres. Uma de suas queixas era que ele tinha que trocar o seu elegante terno de Paris por um uniforme apertado e pigtail. Mas ele tinha lazer completo para a continuação dos seus estudos. 

### Biblioteconomia
Em 1808, logo após a morte de sua mãe, ele foi nomeado superintendente da biblioteca particular de Jérôme Bonaparte, rei de Westphalia, no qual Hesse-Kassel havia sido incorporada por Napoleão. Bonaparte nomeou um auditor para o Conselho de Estado, enquanto Grimm manteve seu posto de superintendente. Seu salário foi aumentado em um curto período de tempo, passando de 2 000 para 4 000 francos e seus deveres oficiais não eram muito mais do que nominais. Após a expulsão de Bonaparte e o restabelecimento de um eleitor, Grimm foi nomeado secretário da Legação em 1813, acompanhando o ministro de Hesse para a sede do exército aliado. Em 1814, ele foi enviado para Paris para exigir a restituição de livros carregados pelos franceses, e ele também participou do Congresso de Viena como Secretário de Legação, 1814-1815. Após o seu regresso de Viena, ele foi enviado a Paris uma segunda vez para garantir a restituição dos livros. Enquanto isso, Wilhelm tinha recebido uma nomeação para a biblioteca de Kassel, e Jacob foi nomeado segundo bibliotecário por Volkel em 1816. Após a morte de Volkel em 1828, os irmãos esperavam serem avançados para o primeiro e o segundo librarianships respectivamente, e estavam insatisfeitos quando o primeiro lugar foi dado a Rommel, o detentor dos arquivos. Consequentemente, eles se mudaram, no ano seguinte, para Gotinga, onde Jacob recebeu a nomeação de professor e bibliotecário, e Wilhelm o de sub-bibliotecário. Jacob Grimm lecionava sobre antiguidades legais, gramática histórica, história literária e diplomática, explicava poemas alemães velhos, e comentava sobre o Germânia de Tácito.
Durante este período, ele é descrito como pequeno e animado no papel, com uma voz rouca, falando um amplo dialeto de Hesse. Sua memória poderosa permitiu-lhe dispensar o manuscrito, o qual a maioria dos professores alemães dependiam e falou de improviso, referindo-se apenas, ocasionalmente, para alguns nomes e datas escritas em um pedaço de papel. Ele lamentou que tinha começado o trabalho de ensinar tão tarde na vida, mas ele não foi bem-sucedido como professor; ele não tinha aptidão para digerir os fatos e adequá-los ao nível de compreensão dos seus alunos.

### Trabalhos Finais
Grimm se juntou a outros acadêmicos (conhecidos como os Göttingen Seven) que assinaram um protesto contra a abrogação da Constituição pelo Rei de Hanover, que havia sido estabelecida alguns anos antes da formação do grupo. Como resultado, ele foi demitido de seu cargo de professor e banido do Reino de Hanover em 1837. Ele voltou a Kassel com seu irmão, que também haviam assinado o protesto. Eles permaneceram lá até 1840, quando aceitaram um convite do rei da Prússia de se mudar para Berlim, onde ambos receberam cátedras e foram eleitos membros da Academia de Ciências. Jacob não tinha qualquer obrigação de dar palestras e ele raramente o fez, preferindo passar seu tempo trabalhando em conjunto com seu irmão em seu grande dicionário. Durante seu tempo em Kassel, Jacob frequentavam regularmente as reuniões da Academia, onde leu artigos sobre temas bastante variados. O mais conhecido desses assuntos são Lachmann, Schiller, velhice, e a origem da linguagem. Ele também descreveu suas impressões de viagens escandinavas e italianas, intercalando suas observações mais gerais com detalhes linguísticos, como é o caso em todas as suas obras.
Grimm morreu em Berlim com 78 anos, trabalhando até o fim de sua vida.

Jacob Grimm nunca foi adoeceu seriamente, e habitualmente trabalhava o dia inteiro, sem pausa, mas também sem pressa. Ele mostrou grande paciência sempre que interrompido, parecendo sentir-se até mesmo descansado quando tal fato ocorria, e era capaz de retornar ao seu trabalho sem esforço. Ele escreveu para a imprensa com grande rapidez e raramente fazia correções. Ele nunca revisava o que tinha escrito, contrastando com seu irmão, que lia frequentemente seus trabalhos antes de enviá-los para a imprensa. Seu temperamento era uniformemente alegre e ele foi facilmente divertido. O espírito que animava seu trabalho é melhor descrito pelo próprio no final de sua autobiografia:
"Praticamente todos os meus esforços vêm se devotando, tanto direta quanto indiretamente, à investigação de nossa poesia, leis e línguas ancestrais. Estes estudos podem ter parecido para muitos, e ainda podem parecer, inúteis; para mim, sempre pareceram ser uma tarefa nobre e recompensadora, definitiva e inseparavelmente conectada com nossa pátria. Meus princípios nestas investigações é, enfim, utilizar um pequeno quadro para a ilustração de algo maior, a tradição popular de elucidação de monumentos escritos".

## Trabalho Linguístico

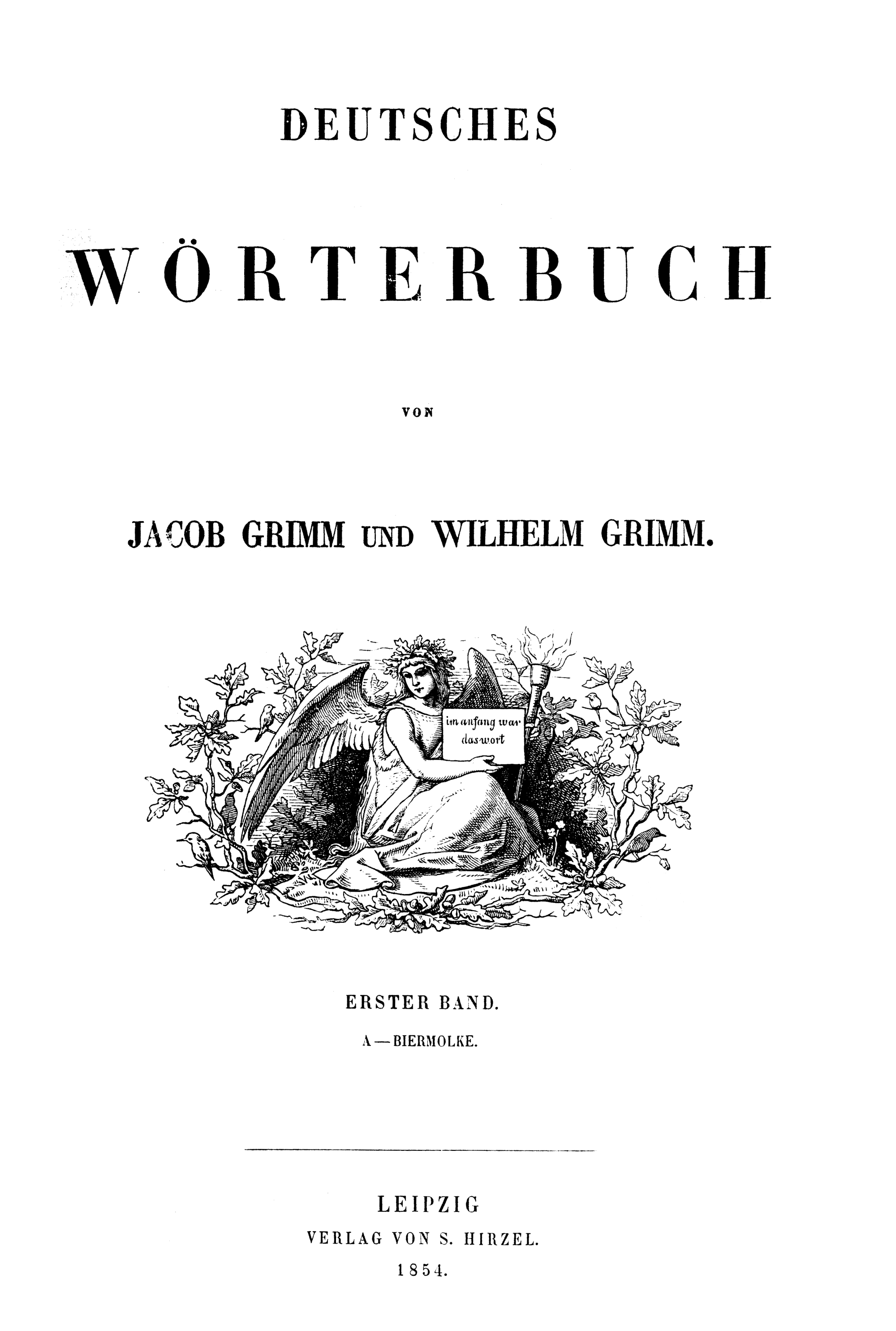
Dicionário alemão, primeiro volume, 1854.

O lado puramente científico do caráter de Grimm foi desenvolvido lentamente. Ele parece ter sentido a falta de princípios claros de etimologia sem ser capaz de descobri-los e, na verdade, mesmo na primeira edição de sua gramática (1819) muitas vezes ele parecia estar tateando no escuro. Já em 1815 encontramos August Wilhelm von Schlegel rever a Altdeutsche Wälder (um periódico publicado pelos dois irmãos) muito severamente, condenando as combinações etimológicas sem lei que continha, e insistindo na necessidade de método filológico rigorosa e uma investigação fundamental das leis de linguagem, especialmente na correspondência de sons. É dito que esta crítica teve uma influência considerável sobre a direção dos estudos de Grimm.
O caráter científico de Grimm é notável pela sua combinação de amplitude e unidade. Ele foi removido da estreiteza do especialista que não tem ideias ou simpatias além de apenas um autor ou um canto da ciência como ele era da diletante rasa que febrilmente tenta dominar os detalhes de uma meia dúzia de atividades não relacionadas. A mesma concentração existe dentro de seus próprios estudos especializados. Os próprios fundamentos da sua natureza foram harmoniosos; o seu patriotismo e amor da investigação histórica perceberam a sua plena satisfação no estudo da língua, tradições, mitologia, leis e literatura de seu próprio país. Mas a partir deste centro, prosseguiu as suas investigações em todas as direções, tanto quanto o seu instinto permitia. Ele foi igualmente sortudo na harmonia que existia entre as suas naturezas intelectuais e morais. Ele alegremente fez os pesados sacrifícios que exige a ciência dos seus discípulos sem inveja ou amargura; embora ele tenha vivido além de seus semelhantes, ele estava cheio de simpatia humana.

### História da língua alemã
Entre todos os seus trabalhos mais generalizados, o mais ousado e de maior alcance foi de Grimm Geschichte der deutschen Sprache (História da Língua Alemã), em que os elementos linguísticos são enfatizados. O tema do trabalho é a história oculta nas palavras da língua alemã (o mais antigo da história natural das tribos Teutônicas determinados por meio da linguagem). Para este fim, ele laboriosamente recolhia palavras dispersas e alusões encontradas em literatura clássica, e esforçou-se para determinar a relação entre a língua alemã e os dos Getae, trácios, citas, e muitas outras nações cujas línguas eram, na época, conhecidas apenas através de identificações duvidosas, muitas vezes, restos extremamente danificados, preservados por autores gregos e latinos. Os resultados de Grimm têm sido grandemente modificados pela gama mais ampla de comparação e métodos de investigação que agora caracterizam a linguística, e muitas questões que ele levantou, provavelmente permaneceram obscuras, mas a influência de seu livro tem sido profunda.

### Gramática Alemã
A famosa Deutsche Grammatik de Grimm (gramática alemã) foi o resultado de seu trabalho puramente filológico. Os trabalhos das gerações passadas, dos humanistas em diante, resultaram em uma coleção enorme de materiais na forma de edições de texto, dicionários e gramáticas, embora a maior parte tenha sido acrítica e não confiável. Pouco trabalho tinha sequer sido feito na forma de comparação e determinação de leis gerais, e o conceito de uma gramática comparativa germânica tinha sido claramente compreendido pelo ilustre inglês George Hickes até o início do século XVIII em seu Thesaurus. Ten Kate, na Holanda, tinha posteriormente, depois do livro de Grimm, feito contribuições valiosas para a história e comparação das línguas germânicas. Até o próprio Grimm, inicialmente, não pretendia incluir todas as línguas em sua gramática, mas ele logo descobriu que o alto alemão antigo postulado gótica, e que as fases posteriores do alemão não poderiam ser compreendidas sem a ajuda de outras variedades germânicas ocidentais, incluindo Inglês, e que as ricas literaturas da Escandinávia não poderiam ser ignoradas, também. A primeira edição da primeira parte da gramática, que apareceu em 1819 tratava das inflexões de todas as línguas. Ela incluía uma introdução geral, na qual ele justificou a importância de um estudo histórico da língua alemã contra os métodos a priori, quase filosóficos em voga no momento.
Em 1822, esse mesmo volume apareceu em uma segunda edição (realmente um novo trabalho, porque, como Grimm mesmo diz no prefácio, lhe custou pouca reflexão para "cortar a primeira colheita abaixo"). A diferença considerável entre as duas fases do desenvolvimento destas duas edições de Grimm é, significativamente demonstrado, pelo fato de que, enquanto a primeira edição dá apenas as inflexões, o segundo volume aborda uma fonologia com nada menos de 600 páginas - mais da metade do volume. Grimm teve, finalmente, plena convicção de que toda a filologia deve ser baseada na adesão rigorosa às leis da mudança de som, a fim de ser boa, e ele nunca se desviou posteriormente a este princípio. Isso deu a todas as suas investigações, mesmo em seus voos mais ousados, uma consistência ligada a ferro, e uma força de convicção, que distingue a ciência do diletantismo. Antes da época de Grimm, a filologia não era nada do que diletantismo trabalhoso e consciente, com ocorrências ocasionais de inspiração científica.
Seus avanços devem ser atribuídos principalmente à influência de seu contemporâneo Rasmus Christian Rask. Rask nasceu dois anos depois de Grimm, mas sua precocidade notável colocava-o além de seus anos. Nas primeiras edições de Grimm, seus paradigmas islandeses são inteiramente baseados na gramática de Rask. Em sua segunda edição, ele se baseou, quase inteiramente, em Rask para Old English. Sua dívida para com Rask só pode ser apreciada comparando o seu tratamento de Old English nas duas edições, sendo a diferença muito grande. Por exemplo, na primeira edição ele conjuga DAEG, dæges, dægas plural, sem ter observado a lei da vogal-mudança apontada pelo Rask. (O plural correto é dagas.) Não pode haver dúvida de que a aparência da gramática Inglesa velha do Rask foi o principal impulso para Grimm reformular seu trabalho desde o início. Para Rask, também pertence o mérito de ter formulado por primeiro, de forma nítida, as leis de som de correspondência nas diferentes línguas, especialmente nas vogais (os elementos mais fugazes do discurso anteriormente ignorados por etimologistas).
A gramática foi sequenciada em três volumes, tratando principalmente de derivação, composição e de sintaxe, o último dos quais foi inacabado. Grimm, em seguida, começou uma terceira edição, da qual apenas uma parte, que compreende as vogais, apareceu em 1840, sendo o seu tempo depois retomado, principalmente, pelo dicionário. A gramática se sustenta sozinha nos canais da ciência pela sua abrangência, seu método e sua riqueza de detalhes. Toda lei, cada letra, cada sílaba de inflexão nas diferentes línguas foi ilustrada por uma massa quase exaustiva de material e tem servido de modelo para todos os investigadores que se sucedem. A gramática das línguas românicas de Diez é fundada, inteiramente, sobre seus métodos, que também exerceram uma profunda influência sobre o estudo mais amplo das línguas indo-europeias em geral.

## Trabalho Literário
O primeiro trabalho Jacob Grimm publicado, Über den altdeutschen Meistergesang (1811), era de caráter puramente literário. No entanto, mesmo neste ensaio Grimm mostrou que Minnesang e Meistergesang foram realmente uma forma de poesia, e que apenas representavam diferentes estágios de desenvolvimento, e também anunciou sua descoberta importante da divisão invariável do Lied em três partes estróficas.
As edições textuais de Grimm foram principalmente preparadas em conjunto com seu irmão. Em 1812 eles publicaram os dois fragmentos antigos do Hildebrandslied e Weißenbrunner Gebet, e Jacob descobriu algo que nunca havia sido imaginado antes - a aliteração nesses poemas. No entanto, Jacob tinha pouco gosto para a edição de texto, e, como ele mesmo confessou, trabalhar em um texto crítico lhe dava pouco prazer. Ele, portanto, deixou este departamento para os outros, especialmente Lachmann.
Ambos os irmãos foram atraídos desde o início por toda a poesia nacional, seja na forma de épicos, baladas ou contos populares. Eles publicaram de1816 a 1818 uma coleção de lendas coletadas partir de diversas fontes e publicaram um volume duplo de lendas alemãs. Ao mesmo tempo, eles coletaram todos os contos populares que puderam encontrar, em parte, da boca do povo, em parte, a partir de manuscritos e livros, e publicaram-no de 1812 a 1815 a primeira edição dos Kinder- und Hausmärchen (Contos de Grimm), que trouxe o nome dos irmãos Grimm para todos os lares do mundo ocidental. O assunto intimamente relacionado do épico da besta satírica na Idade Média também teceu grande encanto sobre Jacob Grimm, que publicou uma edição de Reinhart Fuchs em 1834. A sua primeira contribuição para a mitologia foi o primeiro volume de uma edição das canções Edda, realizado conjuntamente com seu irmão, e foi publicado em 1815. No entanto, este trabalho não foi seguido por quaisquer outros volumes sobre o assunto.
A primeira edição de seu Deutsche Mythologie (Mitologia alemã) apareceu em 1835. Esta grande obra cobre toda a gama do assunto, na tentativa de rastrear a mitologia e as superstições dos antigos teutões de volta para os primórdios, e seguindo a sua evolução para modernas tradições populares, contos e expressões.

## Bolsa Jurídica
O trabalho de Grimm como jurista foi influente para o desenvolvimento da história do direito, especialmente no Norte da Europa.
Seu ensaio Von der Poesie im Recht (Poesia em Direito, 1816) desenvolveu um profundo, supra positivismo romântico na concepção do direito. O Deutsche Rechtsalterthümer (Antiguidade legal alemã, 1828) era uma compilação completa de fontes do direito de todas as línguas germânicas, cuja estrutura permitiu um entendimento inicial de mais velhas tradições jurídicas alemãs não influenciados pela lei romana. Grimm Weisthümer (4 vol., 1840-63), uma compilação de tradições jurídicas parcialmente orais da Alemanha rural, permite a pesquisa do desenvolvimento da lei escrita no Norte da Europa.

## Políticas
O trabalho de Jacob Grimm é fortemente amarrado em seus pontos de vista sobre a Alemanha e sua cultura. Seu trabalho com os contos de fadas e sua obra filológica são tratados com origens alemãs. Ele amava seu povo e desejou por uma Alemanha unida, ele e seu irmão foram proponentes vocais do expansionismo pangermânico. Na revolução alemã de 1848 foi dada a chance de fazer essas observações, quando ele foi eleito para o Parlamento Nacional Frankfurt. O povo da Alemanha exigiu a constituição, de modo que o Parlamento, formado por membros eleitos de vários estados alemães, reuniram-se para formar um. Grimm foi selecionado para o cargo em grande parte por causa de seu papel na Universidade de Goettingen que recusa a jurar ao rei de Hanover. Ele então foi para Frankfurt, onde ele não desempenhou um papel importante, mas fez alguns discursos, que tendia a desviar-se para os reinos da história e filologia, em vez de qualquer pergunta política que estava à mão. Grimm foi inflexível sobre um assunto, no entanto; ele queria o ducado dinamarquês-governado, mas de língua alemã do Holstein para estar sob controle alemão. Ele falou apaixonadamente sobre este assunto, que mostrou seu feroz nacionalismo alemão. Grimm não foi feito para ser um político, e também logo percebeu Que a Assembleia Nacional não estava recebendo qualquer lugar (que acabou por ser dissolvida sem que estabelece a Constituição), e pede para ser liberado de suas funções e voltou com alívio para os estudos anteriores. Sua carreira política não floresceu em algo grande, mas serve para ilustrar suas características de seu nacionalismo e seu moralismo. Ele acreditava que o bem triunfará no Parlamento, e empurrou para a legislação de direitos humanos, assim como ele desejava uma Alemanha unificada.

## Trabalhos
O que se segue é uma lista completa de trabalhos publicados separadamente dos irmãos Grimm. Aqueles que publicou com o seu irmão são marcados com um asterisco (*). Para obter uma lista de seus ensaios em revistas, etc., ver vol. V do seu Kleinere Schriften, a partir do qual a presente lista é feita. Sua vida é melhor estudada em sua própria autobiografia, em vol. I do Kleinere Schriften. Há também uma breve biografia de Karl Goedeke em Göttinger Professoren (Gotha (Perthes), 1872).
- Über den altdeutschen Meistergesang (Göttingen, 1811)
- *Kinder- und Hausmärchen (Berlim, 1812–1815) (many editions)
- *Das Lied von Hildebrand und des Weissenbrunner Gebet (Kassel, 1812)
- Altdeutsche Wälder (Kassel, Frankfurt, 1813–1816, 3 vols.)
- *Der arme Heinrich von Hartmann von der Aue (Berlim, 1815)
- Irmenstrasse und Irmensäule (Viena, 1815)
- *Die Lieder der alten Edda (Berlim, 1815)
- Silva de romances viejos (Viena, 1815)
- *Deutsche Sagen (Berlim, 1816–1818, 2a. ed., Berlim, 1865–1866)
- Deutsche Grammatik (Göttingen, 1819, 2a. ed., Göttingen, 1822–1840) (reimpresso em 1870 por Wilhelm Scherer, Berlim)
- Wuk Stephanowitsch' Kleine Serbische Grammatik, verdeutscht mit einer Vorrede (Leipzig e Berlim, 1824) Vuk Stefanovic Karadzic – Serbian Grammar
- Zur Recension der deutschen Grammatik (Kassel, 1826)
- *Irische Elfenmärchen, aus dem Englischen (Leipzig, 1826)
- Deutsche Rechtsaltertümer (Göttingen, 1828, 2a. ed., 1854)
- Hymnorum veteris ecclesiae XXVI. interpretatio theodisca (Göttingen, 1830)
- Reinhart Fuchs (Berlim, 1834)
- Deutsche Mythologie (Göttingen, 1835, 3rd ed., 1854, 2 vols.)
- Taciti Germania edidit (Göttingen, 1835)
- Über meine Entlassung (Basel, 1838)
- (together with Schmeller) Lateinische Gedichte des X. und XI. Jahrhunderts (Göttingen, 1838)
- Sendschreiben an Karl Lachmann über Reinhart Fuchs (Berlim, 1840)
- Weistümer, Th. i. (Göttingen, 1840) (continuação, em parte por outros, em 5 partes, 1840–1869)
- Andreas und Elene (Kassel, 1840)
- Frau Aventure (Berlim, 1842)
- Geschichte der deutschen Sprache (Leipzig, 1848, 3a. ed., 1868, 2 vols.)
- Des Wort des Besitzes (Berlim, 1850)
- *Deutsches Wörterbuch, Bd. i. (Leipzig, 1854)
- Rede auf Wilhelm Grimm und Rede über das Alter (Berlim, 1868, 3rd ad., 1865)
- Kleinere Schriften (F. Dümmler, Berlim, 1864–1884, 7 vols.).
  - vol. 1 : Reden und Abhandlungen (1864, 2a. ed. 1879)
  - vol. 2 : Abhandlungen zur Mythologie und Sittenkunde (1865)
  - vol. 3 : Abhandlungen zur Litteratur und Grammatik (1866)
  - vol. 4 : Recensionen und vermischte Aufsätze, parte I (1869)
  - vol. 5 : Recensionen und vermischte Aufsätze, parte II (1871)
  - vol. 6 : Recensionen und vermischte Aufsätze, parte III
  - vol. 7 : Recensionen und vermischte Aufsätze, parte IV (1884)